# Cyclommatus suzumurai
Cyclommatus suzumurai is een keversoort uit de familie vliegende herten (Lucanidae). De wetenschappelijke naam van de soort is voor het eerst geldig gepubliceerd in 1991 door Mizunuma & Nagai.